# Lontra canadensis
La nutria de río de América del Norte (Lontra canadensis), también conocida como nutria de río del norte, es una especie de mamífero carnívoro de la familia Mustelidae endémico del continente norteamericano se encuentra en y a lo largo de sus vías fluviales y costas. Una nutria de río adulta puede pesar entre 5,0 y 14 kg (11.0 y 30.9 lb). La nutria de río está protegida y aislada por una capa de pelaje gruesa y repelente al agua.
La nutria de río, miembro de la subfamilia Lutrinae, es tan versátil en el agua como en la tierra. Establece una madriguera cerca de la orilla del agua en el río, lago, pantano, litoral costero, plano de marea, o ecosistemas estuarinos. La guarida típicamente tiene muchas aberturas de túnel, uno de los cuales por lo general permite a la nutria para entrar y salir del cuerpo de agua. Las nutrias femeninas dan a luz en estas madrigueras subterráneas, produciendo camadas de uno a seis.
Las nutrias de río de América del Norte, como la mayoría de los depredadores, acechan a las especies más fácilmente accesibles. El pescado es un alimento muy apreciado entre las nutrias, pero también consumen diversos anfibios (como ranas), tortugas y cangrejos. Las instancias de nutrias de río comiendo pequeños mamíferos y ocasionalmente aves han sido reportadas también.
El rango de la nutria de río de América del Norte se ha reducido de manera significativa por la pérdida de hábitat, a partir de la colonización europea de América del Norte. En algunas regiones, sin embargo, su población es controlada para permitir la captura y recolección de nutrias por sus pieles. Las nutrias de río son muy susceptibles a la contaminación ambiental, que es un factor probable en la continua disminución de su número. Una serie de proyectos de reintroducción han iniciado para ayudar a estabilizar la reducción de la población en general.

## Taxonomía y evolución
La nutria de río de América del Norte fue descrita por primera vez por el naturalista alemán Johann Christian Daniel von Schreber en 1777. El mamífero fue identificado como una especie de nutria y tiene una variedad de nombres comunes, incluyendo la nutria de río de América del Norte, la nutria de río del norte, nutria común y, simplemente, la nutria de río. Otros nombres comunes documentados son la nutria americana, nutria Canadá, nutria canadiense, nutria pez, nutria de la tierra, nutria neártica de río, y nutria príncipe de Gales.
La nutria de río se clasificó primero en el género Lutra; Lutra era el nombre en latín. El nombre de la especie era Lutra canadensis. El epíteto canadensis de la especie significa "de Canadá".
En una nueva clasificación, la especie es llamada Lontra canadensis, donde el género Lontra incluye todas las nutrias de río del Nuevo Mundo. Técnicas de biología molecular se han utilizado para determinar cuando la nutria de río y la nutria gigante divergieron. Estos análisis sugieren que divergieron en el Mioceno de 23.03 a 5.33 millones de años (Mya), que es "mucho antes" de lo indicado en el registro fósil. Los fósiles de una nutria de río gigante se remonta a 3.5 Mya se han encontrado en el Medio Oeste de EE. UU., sin embargo fósiles de la nutria de río moderna no aparecieron en Norteamérica hasta aproximadamente 1.9 Mya. El fósil más antiguo conocido del Lontra canadensis, que se encontró en el centro de Estados Unidos, es de la etapa Irvingtoniano (hace 1.8 millones a 300.000 años). El registro del fósil más antiguo de una nutria de río del Viejo Mundo viene de finales de la época Plioceno (3.6 a 1.8 millones de años). Las nutrias de río del Nuevo Mundo se originaron de las nutrias de río del Viejo Mundo después de una migración a través del puente de tierra de Bering, que existía de vez en cuando, entre 1.8 millones y 10 000 años atrás. Las nutrias emigraron a América del Norte y hacia el sur de nuevo a través del puente de tierra panameña, que se formó hace 3 Ma.

### Subespecies
Lista alfabética
- L. c. canadensis (Schreber, 1777) – (este de Canadá, Estados Unidos, Isla de Terranova)
- L. c. kodiacensis (Goldman, 1935) – (Isla Kodiak, Alaska)
- L. c. lataxina (Cuvier, 1823) – (Estados Unidos)
- L. c. mira (Goldman, 1935) – (Alaska, Columbia Británica)
- L. c. pacifica (J. A. Allen, 1898) – (Alaska, Canadá, norte de Estados Unidos, sur a centro de California, Nevada del norte, and noreste de Utah)
- L. c. periclyzomae (Elliot, 1905) – (Columbia Británica)
- L. c. sonora (Rhoads, 1898) – (Estados Unidos, México)

## Características físicas

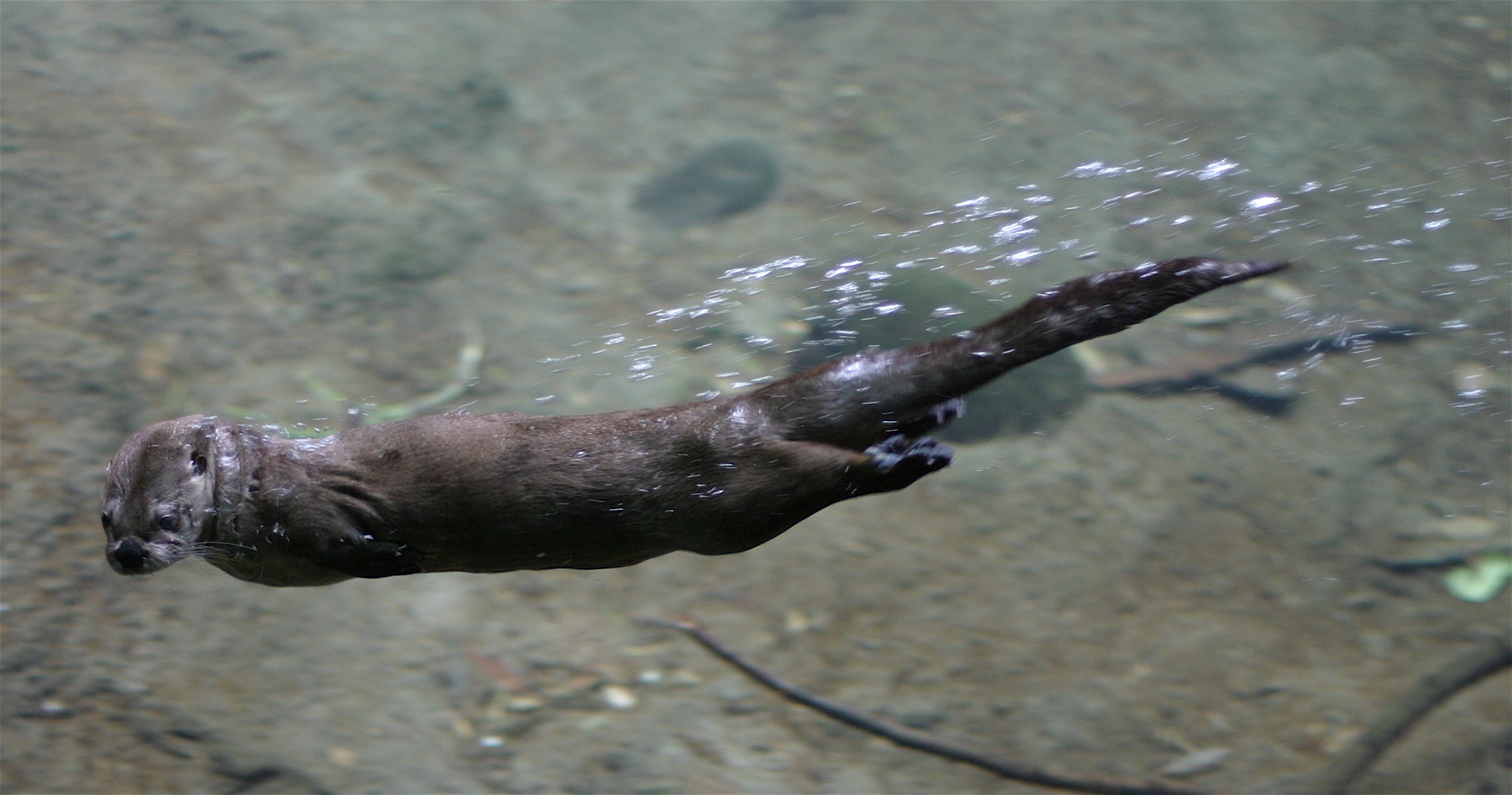
El cuerpo hidrodinámico de la nutria le permite deslizarse por el agua.

La nutria de río de América del Norte es un animal robusto de 5 a 14 kilogramos (11-31 libras), con las piernas cortas, un cuello musculoso no más pequeño que la cabeza, y un cuerpo alargado que es más amplio en las caderas. Un macho adulto promedio pesa unos 11.3 kilogramos (25 libras) en contra de la media de la hembra de 8.3 kilogramos (18 libras). Su longitud corporal varía de 66 a 107 centímetros (26-42 pulgadas). Alrededor de un tercio de la longitud total del animal consiste en una cola larga y afilada. las longitudes de la cola van de 30 a 50 centímetros (12 a 20 pulgadas). las grandes nutrias de río de América del Norte macho pueden exceder de un peso de 15 kilogramos (33 libras). Se diferencia de la nutria europea por su cuello más largo, rostro estrecho, el espacio más pequeño entre las orejas y su cola más corta.

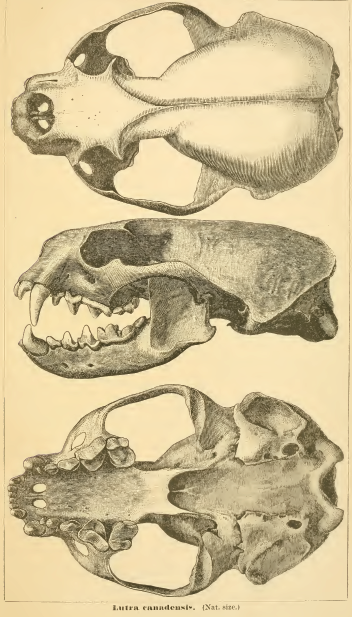
Cráneo

Un amplio hocico se encuentra en la cabeza plana de la nutria de río, y las orejas son redondas y poco visibles. El rhinarium está desnudo, con una proyección triangular obtusa. Los ojos del animal son pequeños y se colocan en sentido anterior. Una rostra corta y ancha para exhalar y un largo y amplio cráneo definen el cráneo relativamente plano. Las fosas nasales y los oídos de la nutria de río se cierran durante la inmersión, inhibiendo la entrada de agua en ellos. Su vibrisas (bigotes) son largas y gruesas , mejorando la percepción sensorial bajo el agua y en tierra.
El pelaje de la especie es corto (pelos promedio de 23.8 mm (0.94 pulgadas), con una densidad de aproximadamente 57.800 pelos / cm² (373.000 pelos / pelos/pulgada2) en la sección media de la espalda. El pelaje tiene un alto brillo y varía de marrón claro a negro. La garganta, la barbilla y los labios son más grises que el resto del cuerpo. El pelaje de las nutrias de río senescentes puede llegar a ser de punta blanca, y raramente pueden aparecer albinos.
Existe dimorfismo sexual entre las nutrias de río. Los machos son, en promedio, 5% más grandes que las hembras. En Idaho, los machos jóvenes, de un año y adultos promediaron 8, 11 y 17% más pesados, respectivamente, que las hembras de la misma edad. Una reducción clínica en tamaño puede existir de norte a sur a lo largo de la costa del Pacífico, pero no de este a oeste.
Las nutrias de río de América del Norte viven un promedio de 21 años de edad en cautiverio, pero pueden alcanzar los 25 años de edad. Sin embargo, normalmente viven alrededor de 8 a 9 años en la naturaleza, pero son capaces de vivir hasta 13 años de edad.

### Forma y función

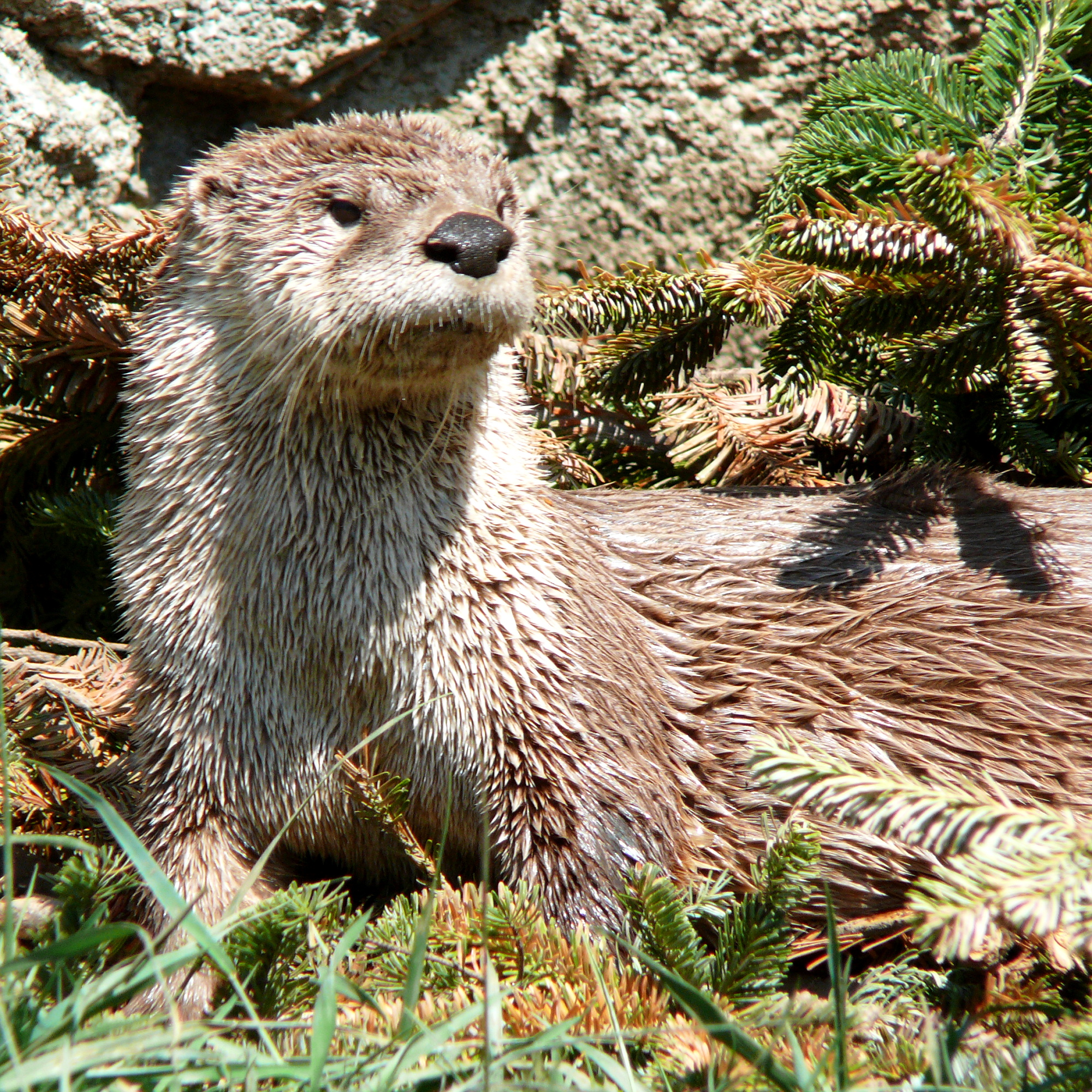
Los bigotes sensibles de la nutria de río le permiten detectar a sus presas en aguas turbias. Note las orejas discretas.

La nutria de río está físicamente bien equipada para la vida acuática. Las orejas son cortas, el cuello es del mismo diámetro que la cabeza, las patas son cortas y de gran alcance, los dedos de las patas son totalmente palmeados, y la cola (un tercio de la longitud del cuerpo) es cónica. Estas cualidades dan la nutria de río le dan un perfil aerodinámico en el agua, pero reducen la agilidad en la tierra. Las habilidades de olfato y oído de la nutria de río son agudos. La nutria tiene un delicado sentido del tacto en las patas, además de una gran destreza. Las nutrias de río se acercan característicamente dentro de unos pocos pies de un barco o una persona en tierra porque son miopes, una consecuencia de la visión adaptada para vista bajo el agua. Las nutrias de río tienen membranas nictitantes transparentes para proteger sus ojos al nadar.
El pulmón derecho de la nutria de río es más grande que el izquierdo, tiene cuatro lóbulos en comparación con dos en el izquierdo. La lobulación reducida de los pulmones se piensa que es adaptable para nadar bajo el agua. Además, la longitud de la tráquea de la nutria es intermedia entre la de los carnívoros terrestres y mamíferos marinos. La longitud media de la tráquea de la nutria de río es de 15.3 cm (6.0 pulgadas), o 23.2% de la longitud del cuerpo. Una tráquea más corta puede mejorar el intercambio de aire y aumentar la ventilación pulmonar en los mamíferos de buceo.
La mayoría de los mustélidos, incluyendo a las nutrias, tienen dientes especializados, incluyendo colmillos afilados y muelas carniceras que causan picaduras letales para la presa. También, las nutrias de río tienen grandes molares utilizados para la trituración de objetos duros, como las conchas de los moluscos. Una nutria de río adulta tiene un total de 36 dientes. Premolares adicionales pueden estar presentes. La fórmula dentaria es{\displaystyle {\tfrac {3.1.4.1}{3.1.3.2}}}.

## Comportamiento
Las nutrias de río son activas todo el año, y son más activas durante la noche y durante las horas crepusculares. Se convierten mucho más nocturnas en la primavera, el verano y temporadas de otoño y más diurnas durante el invierno. Pueden migrar como consecuencia de la escasez de alimentos o condiciones ambientales, pero no migran anualmente.

### Movimiento
Las nutrias nadan remando de manera cuadrúpeda, remando con las extremidades anteriores, remando al alternar las extremidadades posteriores, remando simultáneamente con las extremidades posteriores, o con ondulaciones dorsoventral con el cuerpo y la cola . La cola, que es fuerte y más grande en superficie que las extremidades, se utiliza para la estabilidad mientras la natación y para las explosiones cortas de propulsión rápida. Mientras que la natación en la superficie, la parte dorsal de la cabeza de la nutria de río, incluyendo la nariz, las orejas y los ojos, se exponen por encima del agua. Debe permanecer en movimiento para mantener su posición en la superficie.

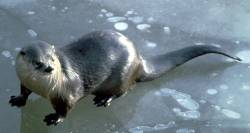
Deslizarse por el hielo es un medio eficiente para viajar. Note la cola larga y cónica.

En tierra, la nutria de río puede caminar, correr, saltar o deslizarse. El pie cae al caminar y correr y sigue la secuencia de la extremidad izquierda, extremidad derecha, extremidad derecha, extremidad izquierda. Mientras camina, las extremidades se mueven en un plano paralelo al eje largo del cuerpo. Sus saltos son el resultado del levantamiento simultáneo de las extremidades de la tierra. Como las patas delanteras hacen contacto con el suelo, las patas traseras se levantan y caen donde las patas delanteras primero estuvieron en contacto con el suelo, produciendo un patrón de pisadas en pares típicos de la mayoría de los mustélidos. El deslizarse ocurre sobre todo en superficies planas de la nieve o el hielo, pero también puede ocurrir en las laderas cubiertas de hierba y los bancos fangosos. Deslizándose por la nieve y el hielo es un medio rápido y eficaz de los viajes, y las nutrias que viajan por puertos de montaña, entre los drenajes, o que descienden de los lagos de montaña a menudo se deslizan de forma continua durante varios cientos de metros. Remar con las piernas traseras permite continuidad al deslizánrse donde la gravedad es insuficiente o una fuerza de oposición. Durante el invierno, las nutrias de río en utilizan mucho las aberturas en el hielo, y pueden excavar pasajes en presas de castores para acceder a aguas abiertas.

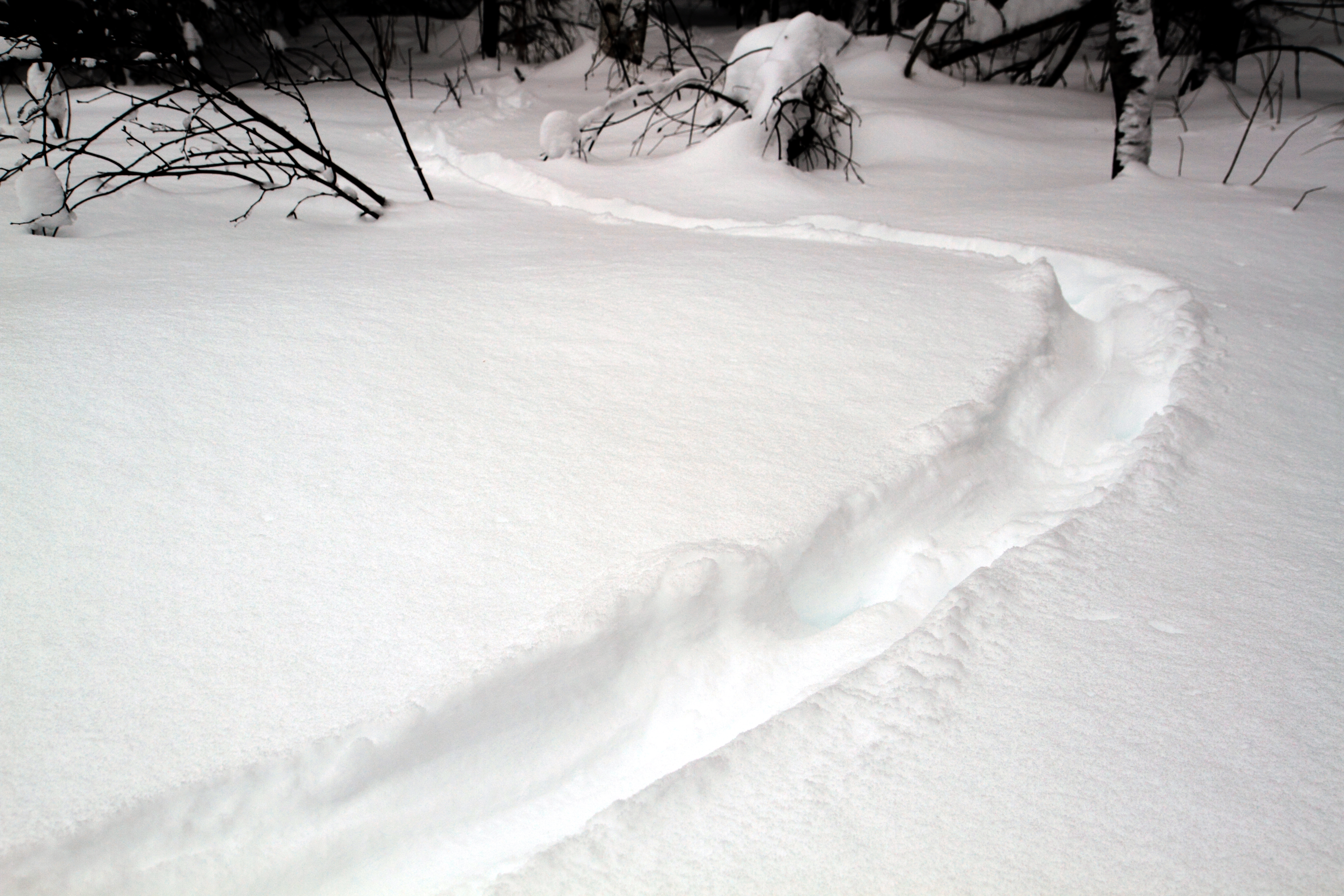
Senda en la nieve.

Las nutrias de río de América del Norte son muy móviles y tienen la capacidad de viajar hasta 42 km (26 millas) en un día. Movimientos diarios anuales de los machos y las hembras en Idaho promediaron 4.7 y 2.4 km (2.9 y 1.5 millas) en primavera, 5.1 y 4.0 km (3.2 y 2.5 millas) en verano, y 5.0 y 3.3 km (3.1 y 2.1 millas) en otoño, respectivamente. Movimientos diarios de los grupos familiares en promedio 4.7, 4.4, y 2.4 km (2.9, 2.7 y 1.5 millas) en primavera, verano e invierno, respectivamente. Tanto hombres como grupos familiares viajan drásticamente menos durante el invierno.

### Juego
Las nutrias de río son famosas por su sentido del juego. Los juegos de nutrias en su mayoría consisten en luchar con sus congéneres. Perseguir es también un juego común. Las nutrias de río se basan en el juego para aprender habilidades de supervivencia tales como la lucha y la caza. Sin embargo, el comportamiento juguetón se encontró en solo el 6% de 294 observaciones en un estudio en Idaho, y se limita principalmente a las nutrias inmaduras.

### Caza

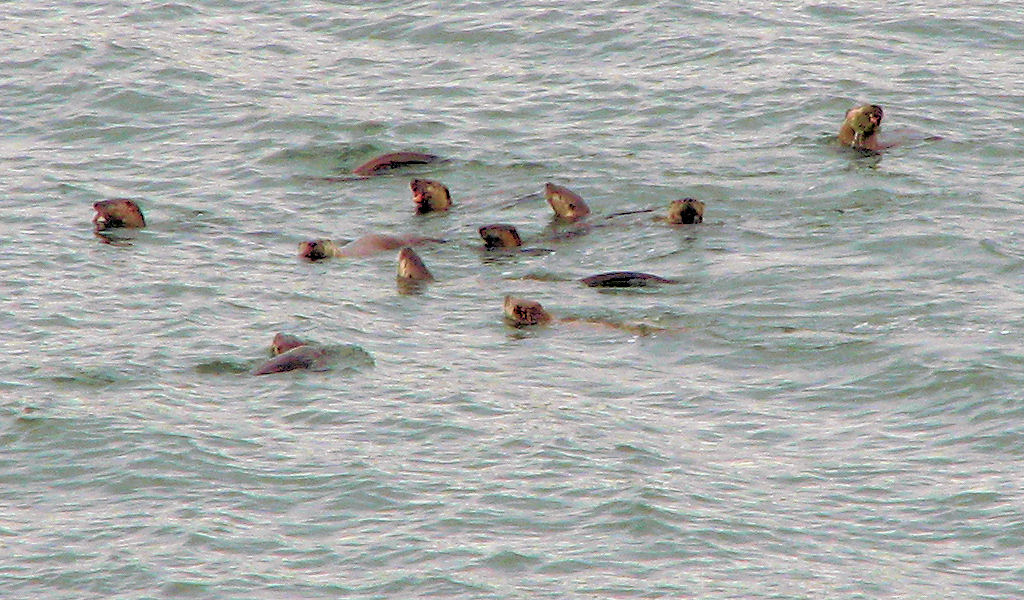
L. c. pacifica en la superficie para comer peces.

La presa es capturada con una estocada rápida de emboscada, o más raramente, después de una persecución constante. Las nutrias de río pueden permanecer bajo el agua durante casi 4 minutos, nadan a velocidades cercanas a 11 kmh (6.8 mph), bucean a profundidades que se acercan a 20 m (22 yardas), y viajan hasta 400 m (440 yardas) bajo el agua. Varias nutrias de río, incluso puede cooperar durante la pesca. Los peces pequeños se los comen en la superficie, pero los más grandes son llevados a la costa para ser consumidos. Los peces vivos suelen ser comidos por la cabeza.
Las nutrias de río se secan sí mismas y mantienen la calidad aislante de su piel al frotar frecuentemente y rodar por la hierba, suelo, y los troncos.
Un depredador de gran actividad, la nutria de río se ha adaptado a la caza en el agua, y come animales acuáticos y semiacuáticos. La vulnerabilidad y la disponibilidad estacional de animales de presa regula principalmente sus hábitos alimentarios y opciones de presas. Esta disponibilidad es influenciada por los siguientes factores: detectabilidad y la movilidad de la presa, la disponibilidad de hábitat para las diferentes especies de presa, los factores ambientales, como a profundidad y la temperatura del agua, y los cambios estacionales en el suministro de presas y distribución en correspondencia con el hábitat de forrajeo de la nutria.
La dieta de la nutria de río se puede deducir analizando bien las heces obtenidas en el campo, o los contenidos de los intestinos retirados de nutrias atrapadas. Los peces son el componente principal de la dieta de la nutria de río durante todo el año. Cada estudio realizado sobre los hábitos alimentarios de la nutria de río ha identificado variedad en las especies de peces como el componente principal de su dieta. Por ejemplo, un estudio de Alberta, Canadá consistió en la recopilación y el análisis de 1.191 muestras de heces de nutria de río recolectadas durante cada temporada. Restos de pescado se encontraron presentes en el 91.9% de las muestras de excrementos. Por otra parte, un estudio del oeste de Oregón reveló restos de pescado presentes en el 80% de los 103 tractos digestivos examinados. Los crustáceos (cangrejos), donde están regionalmente disponibles, son las segundas presas más importante de las nutrias. Los crustáceos, incluso puede ser consumidos más que el pescado. Por ejemplo, un estudio realizado en una zona pantanosa del centro de California indicó que los cangrejos formaron casi el 100% de la dieta de la nutria de río en ciertas épocas del año. Sin embargo, las nutrias de río, como cazadores-recolectores, tomarán de inmediato las ventajas de otras presas cuando estén fácilmente al alcance. Otras presas consumidas por las nutrias de río incluyen frutas, reptiles, anfibios, aves (muy especialmente patos de muda que representan aves no voladoras y por lo tanto los hace más fáciles de capturar), insectos acuáticos, pequeños mamíferos y moluscos. Las nutrias de río no son carroñeras; evitan consumir carroña. Las nutrias de río del norte por lo general no tratan con presas de un tamaño grande en relación con sí mismos, pero hay ocasiones en las que han sido observadas emboscando y matando tortugas mordedoras comunes adultas, mientras que las grandes tortugas (que son aproximadamente iguales en peso a una nutria de río) están hibernando. Restos del mucho más grande castor americano se han encontrado en las heces nutria en algunas regiones, aunque la mayor parte de la nutria estudios dietéticos en las zonas donde las nutrias y castores son simpáticos no muestran que sean depredadores habituales de castores (a pesar de los reclamos de los cazadores de pieles de que las nutrias frecuentemente cazan castores) y tal vez solo las crías jóvenes de castor pueden ser atacadas.
Las nutrias no reducen drásticamente las poblaciones de presas en la naturaleza, en términos generales. Cuando un suministro abundante de alimentos disminuye u otras presas que se disponga, las nutrias ya se han trasladado a una nueva ubicación o convierten sus opciones dietéticas a la presa más adecuada. Sin embargo cuando no se controla, depredaciones de nutria pueden ser muy importantes en determinadas circunstancias ( por ejemplo, en los criaderos u otras instalaciones de cultivo de peces). Asimismo, el impacto potencial depredador de nutrias puede ser considerable cuando los peces están confinados físicamente (con mayor frecuencia en los estanques más pequeños que ofrecen escasa cubierta u otras opciones de escape). La resolución de estos conflictos suele requerir la eliminación y / o reubicación de nutrias molestas. Incluso en grandes masas de agua, que puede hacer uso desproporcionado de las concentraciones estacionales de peces cuando y donde solo áreas muy limitadas de desove adecuados, de bajo flujo, o hábitat de hibernación que puedan existir. Incluso las especies de rápido nadar como la trucha se vuelven letárgicos en aguas extremadamente frías, con un aumento proporcional de su vulnerabilidad a la depredación. Como tal consideración cuidadosa de las amenazadas, o especies de peces en peligro de especial interés se justifica antes de la reintroducción de nutrias de una cuenca. Aunque otras especies de presa son de importancia temporal para la nutria de río, el factor decisivo si la nutria de río puede establecerse como un residente permanente de un lugar es la disponibilidad durante todo el año de los peces.
Hay informes de fotografías de nutrias recuperadas que fueron utilizados por los cazadores cerca de Butte, Nebraska.[cita requerida]

### Estructura Social

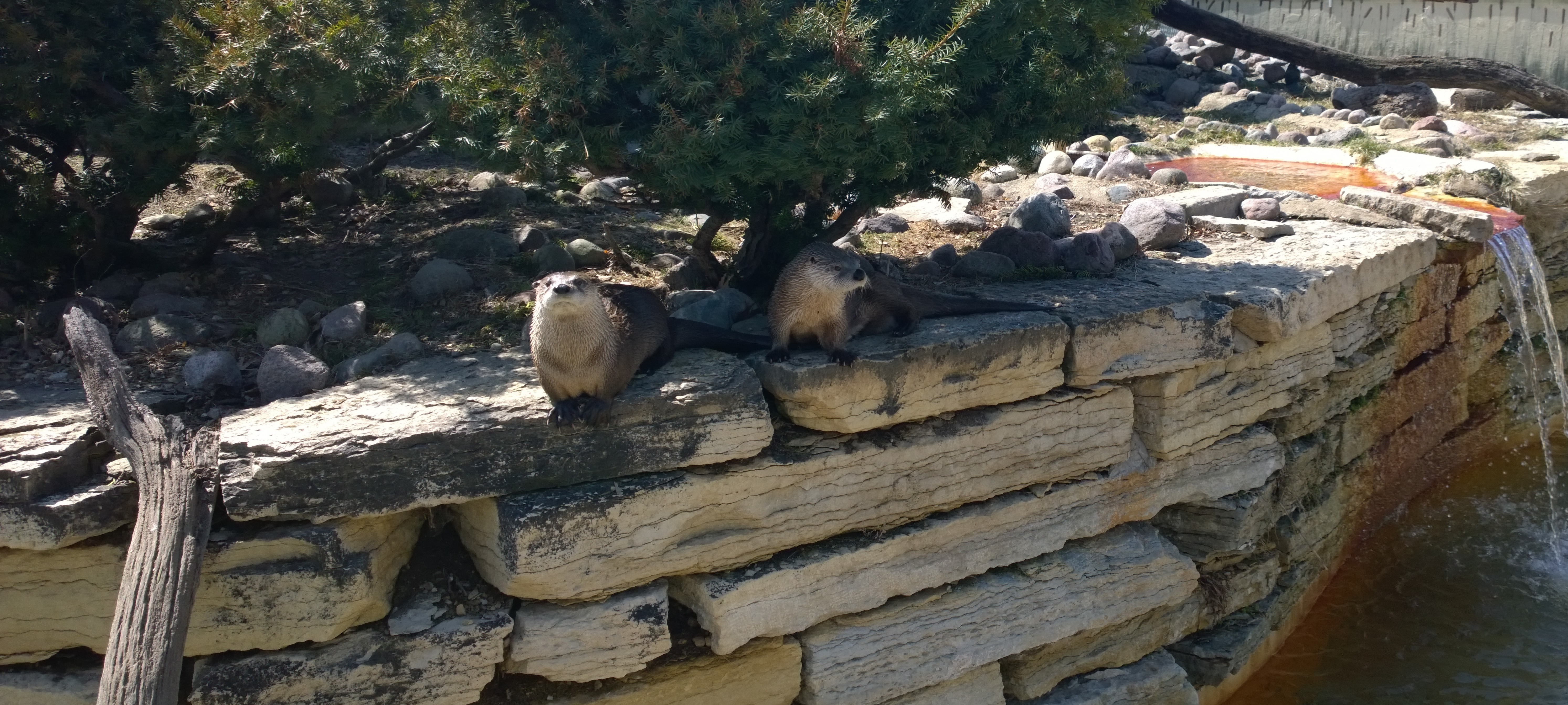
Pareja de nutrias de río de América del norte cautivas.

La nutria de río de América del Norte es más social que la mayoría de los mustélidos. En todos los hábitats, su grupo social básica es la familia, que consta de una hembra adulta y su progenie. Los machos adultos comúnmente también establecen agrupaciones sociales perdurables, algunos documentados han llegado a formar hasta 17 individuos. En las zonas costeras, los machos pueden permanecer sociables, incluso durante el periodo de celo de las hembras. Los grupos familiares pueden incluir ayudantes, que se pueden hacer por adultos no relacionados, nutrias de un año, o menores de edad. Las nutrias machos se dispersan de tales grupos familiares con más frecuencia que las hembras. Cuando las hembras se van, tienden a moverse mucho más lejos (60-90 km o 37 a 56 millas) que los machos (hasta 30 km o 19 millas), que tienden a desplazarse distancias más cortas. Las nutrias de río machos no parecen ser territoriales, y los machos recién dispersados pueden unirse a grupos de machos ya establecidos. En ocasiones, se observan grupos de jóvenes no relacionados. Las nutrias de río que viven en grupos cazan y viajan juntos, usan las mismas cuevas, sitios de descanso, y letrinas, y realizan acicalamiento social. En los sistemas de agua dulce, los grupos se presentan con mayor frecuencia en otoño y durante el invierno temprano. A partir de mediados de invierno a través de la temporada de reproducción, las hembras adultas se mueven y hacen sus guaridas solas. Las nutrias de río no son territoriales, pero las nutrias individuales de diferentes grupos exhiben evitación mutua. Los rangos de hogar de los machos son más grandes que los de las hembras, y ambos sexos presentan solapamiento intra e intersexual de sus dominios.

### Comunicación
La comunicación entre las nutrias de río de América del Norte se lleva a cabo principalmente por señales olfativas y auditivas. Marcar por olor es imprescindible para la comunicación intergrupal. La nutria de río deja marcas olor con las heces, la orina y posiblemente las secreciones del saco anal. Almizcle de las glándulas de olor también puede ser secretado cuando nutrias están asustadas o enojadas.
Las nutrias de río pueden producir un gruñido o silbido cuando son molestadas, y un agudo silbido cuando sienten dolor. Cuando están jugando o viajando, a veces sueltan, gruñidos de ronroneo bajos. La llamada de alarma, dada cuando están conmocionadas o angustiadas por posible peligro, es un resoplido explosivo, hecha por la expulsión de aire a través de las fosas nasales. Las nutrias de río también pueden utilizar un gorjeo de pájaro para la comunicación en distancias más largas, pero el sonido que más se escucha entre un grupo de nutrias es una risita baja frecuencia.

### Reproducción y ciclo de vida
Las nutrias de río de América del Norte son polígamas. Las mujeres por lo general no se reproducen hasta los dos años de edad, aunque las de un año de edad en ocasiones producen descendencia. Los machos alcanzan la madurez sexual a los dos años de edad. El número de cuerpos lúteos aumenta directamente con la edad.
Las nutrias de río normalmente se reproducen de diciembre a abril. La cópula dura entre 16-73 minutos y puede ocurrir en el agua o en tierra. Durante la reproducción, el macho agarra la hembra por el cuello con los dientes. La cópula es vigorosa, y es interrumpido por períodos de descanso. Las hembras pueden maullar durante o poco después del apareamiento. El celo femenino dura alrededor de un mes al año, y la verdadera gestación dura 61-63 días. Debido a que las nutrias retrasan la implantación de al menos ocho meses, el intervalo entre la cópula y el parto puede llegar a 10-12 meses. La implantación retardada la distingue con la especie de la nutria europea, que carece de esta función. Las crías nacen entre febrero y abril, y el parto dura tres a ocho horas.
A principios de la primavera, las hembras embarazadas comienzan a buscar una cueva donde pueden dar a luz. Las nutrias hembras no cavan sus propias guaridas; en cambio, dependen de otros animales, como los castores, para proporcionar entornos adecuados para criar a sus hijos. Cuando las madres han establecido sus dominios, dan a luz a varias crías. El tamaño de la camada puede llegar a cinco, pero por lo general oscila entre uno a tres. Cada cachorro nutria pesa aproximadamente cinco onzas. Al nacer, las nutrias de río tienen todo el pelaje, son ciegas y sin dientes. Las garras están bien formadas y vibrisas faciales (unos 5 mm (0,20 pulgadas) de largo) están presentes. Las crías abren sus ojos después de 30-38 días. Los recién nacidos comienzan a jugar a las cinco o seis semanas, y comienzan a consumir alimentos sólidos a 9-10 semanas. El destete se produce a las 12 semanas, y las hembras proporcionan alimentos sólidos durante su progenie hasta que 37-38 semanas han ocurrido. El peso máximo y la longitud de ambos sexos se alcanzan a los tres o cuatro años de edad.
Las madres crían a sus crías sin ayuda de los machos adultos. Cuando los cachorros están cerca de dos meses de edad y sus abrigos crecen, su madre los introduce en el agua. Las nutrias son nadadoras naturales y, con la supervisión de los padres, adquieren las habilidades necesarias para nadar. Las nutrias pueden salir de la guarida a sus ocho semanas y son capaces de sostenerse a la llegada de la caída, pero por lo general se quedan con sus familias, que a veces incluyen el padre, hasta la primavera siguiente. Antes de la llegada de la próxima camada, las nutrias de un año se aventuran en busca de sus propios rangos de hogar.

## Ámbito geográfico

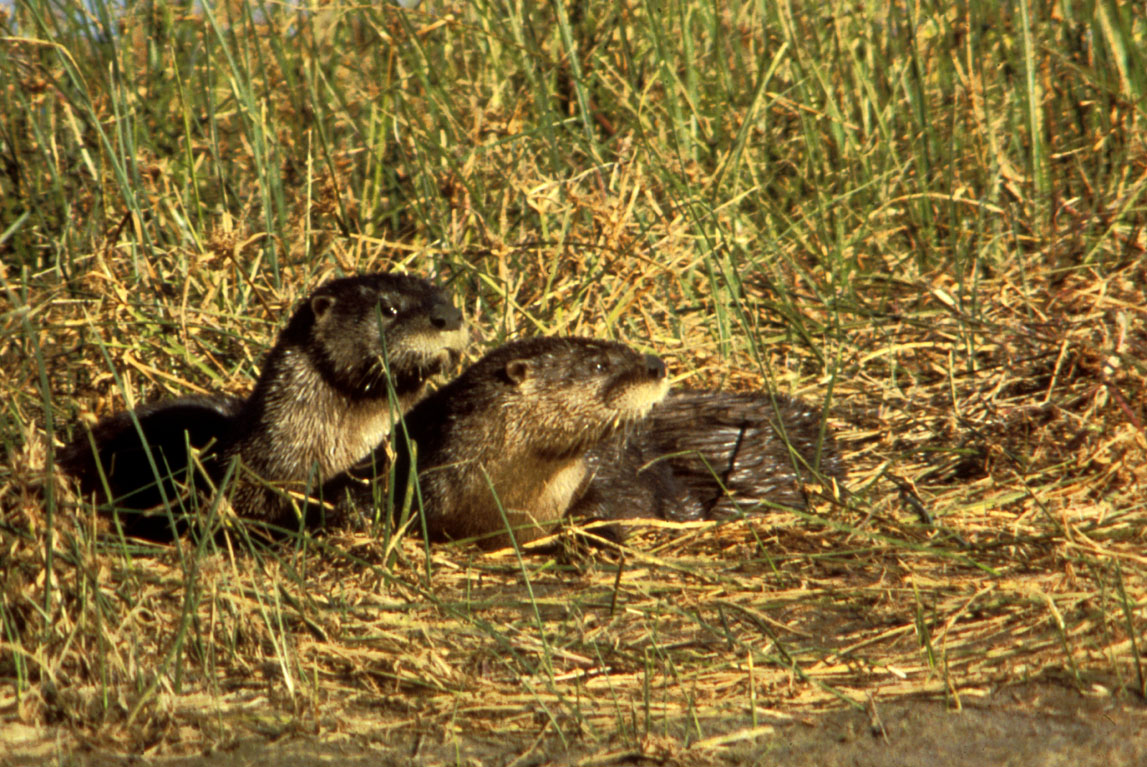
La especie habita en las zonas costeras, como las marismas.

La nutria de río de América del Norte se encuentra en toda América del Norte, habitando en las vías navegables y las zonas costeras en Canadá, el noroeste del Pacífico, los estados del Atlántico y el Golfo de México. Las nutrias de río también habitan actualmente en las regiones costeras de todo Estados Unidos y Canadá. Las nutrias de río de América del Norte también habitan en las regiones boscosas de la costa del Pacífico en América del Norte. La especie también está presente en toda Alaska, incluyendo las Islas Aleutianas y la vertiente norte de la Cordillera de Brooks.
Sin embargo, la urbanización y la contaminación instigaron reducciones en el área de distribución. Ahora están ausentes o poco frecuente en Arizona, Hawái, Kansas, Kentucky, Nebraska, Nuevo México, Dakota del Norte, Ohio, Oklahoma, Dakota del Sur, Tennessee y Virginia Occidental. Los proyectos de reintroducción han ampliado su distribución en los últimos años, especialmente en el medio oeste de Estados Unidos. En 2010, el Departamento de Vida Silvestre de Colorado informó la especie, reintroducida en la década de 1980, fue "próspero" y recomendó reconsiderar su estado de protección. A finales de 2012, una nutria de río apodado Sutro Sam se instaló alrededor de la antigua sede del los Baños Sutro en San Francisco, el primer avistamiento de nutria de río en esa ciudad en más de medio siglo. En Canadá, las nutrias de río de América del Norte ocupan todas las provincias y territorios, a excepción de la Isla del Príncipe Eduardo.
Los registros históricos indican que las nutrias de río fueron una vez poblada toda la mayoría de los drenajes principales en los Estados Unidos y Canadá antes de la colonización europea. Mayores poblaciones de nutrias de América del Norte se encuentran en zonas con una abundancia y diversidad de hábitats acuáticos, tales como marismas costeras, la región de los Grandes Lagos, y las áreas glaciares de Nueva Inglaterra. Además, los hábitats fluviales en regiones del interior tuvieron poblaciones más pequeña de nutrias, que son más prácticas. La nutria existía en todas partes de la costa del Pacífico, incluyendo los arroyos, lagos y costas y del interior. Sin embargo, las poblaciones grandes nunca ocurrieron en áreas del sur de California, como los bosques de chaparral y robles y regiones de navegación estacional y el Desierto de Mojave, o en las regiones matorrales xerófilos en Nuevo México, Texas, Nevada y Colorado. En México, las nutrias vivían en el Río Río Grande y Colorado Deltas.

## Hábitat

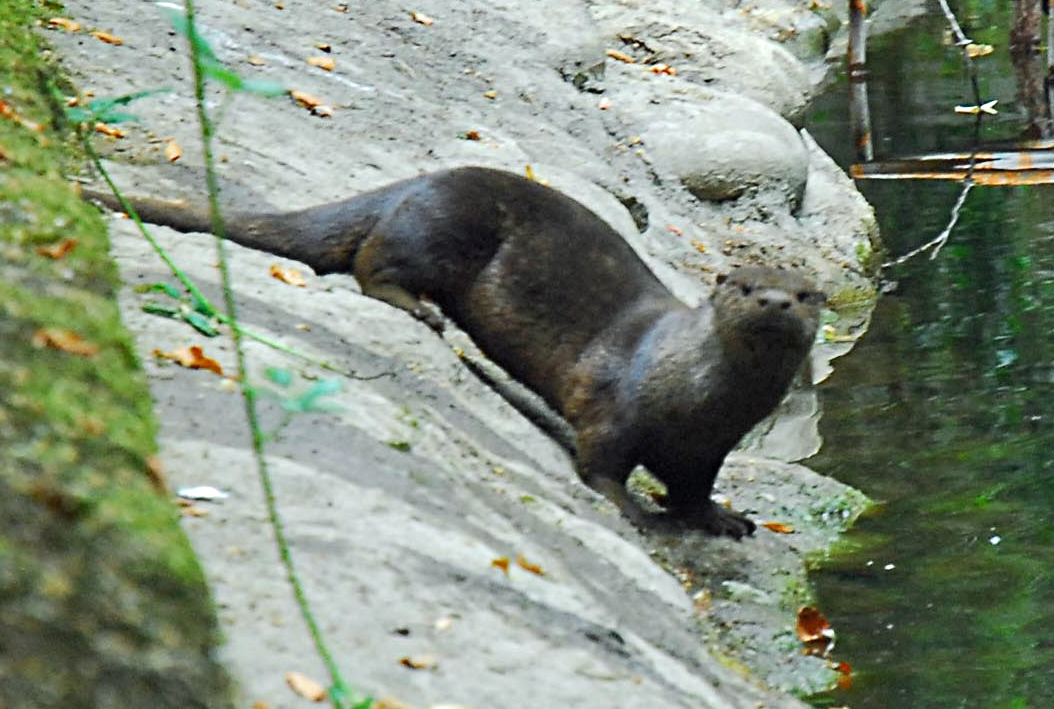
Una nutria de río en el San Anselmo Creek.

Aunque comúnmente son llamadas "nutria de río", la nutria de río de América del Norte se encuentra en una amplia variedad de hábitats acuáticos, tanto de agua dulce y marina costera, incluyendo lagos, ríos, humedales continentales, litorales costeros, marismas y estuarios. Puede tolerar una gran gama de temperatura y elevaciones. Los requisitos principales de una nutria de río son un suministro de alimentos estable y fácil acceso a un cuerpo de agua. Sin embargo, es sensible a la contaminación, y desaparecerá de áreas contaminadas.
Al igual que otras nutrias, la nutria de río de América del Norte vive en un pequeño bosque, o madriguera, construida en las madrigueras de otros animales, o en huecos naturales, como debajo de un tronco o en riberas de los ríos. Una entrada, que puede ser bajo el agua o en la tierra, lleva a una cámara del nido forrado con hojas, hierba, musgo, corteza, y cabello. Sitios de madriguera incluyen madrigueras cavadas por marmotas (marmota monax), zorros rojos (Vulpes vulpes ), nutria (Myocastor coypus), o de castor y la rata almizclera logias. Las nutrias de río también pueden usar árboles huecos o troncos, bancos socavados, formaciones rocosas, pantanos de remanso, y escombros de inundaciones. El uso de la madriguera y sitios de descanso es principalmente oportunista, aunque se prefieren los lugares que proporcionan protección y aislamiento.

### Localización de la población
La vida acuática ata nutrias de río de América del Norte casi exclusivamente a las cuencas hidrográficas permanentes. Las nutrias de río favorecen los lagos de pantano con costas en bancos que contienen madrigueras de mamíferos semiacuáticos y lagos con logias de castor. Las nutrias evitan las masas de agua con pendiente gradual costas de arena o grava. En Maine, el uso de las cuencas hidrográficas por nutrias de río se asocia negativamente con la proporción de puestos de-madera blanda mixtos en zonas boscosas adyacentes a las vías fluviales. Sin embargo, se asocia positivamente con el número de flujo de castor, la longitud de las cuencas hidrográficas, y la diversidad promedio en la costa. En Idaho, las nutrias de río prefieren hábitats de valle sobre un terreno montañoso, y optan por corrientes hacia el valle en vez de lagos del valle, embalses y estanques. Se utilizan troncos atorados en gran medida cuando están presentes. En Florida, la inhabitación de nutrias de río de América del Norte es más baja en los pantanos de agua dulce, intermedia en las marismas, y la más alta en los bosques pantanosos. Durante la estación seca, se alejan de la zona pantanosa y se mudan a estanques permanentes, donde el agua está disponible y la comida es más abundante. En Idaho y Massachusetts, elementos ecológicos preferidos para los sitios de letrinas incluyen grandes coníferas, puntos en la tierra, madrigueras y refugios de castores, istmos, bocas de arroyos permanentes, o cualquier objeto que sobresale del agua.
Las nutrias de río a menudo residen en los estanques de castor. Los encuentros entre nutrias y castores no son necesariamente hostiles. En Idaho, nutrias y castores se registraron en el mismo albergue de castores simultáneamente en tres ocasiones distintas. Las nutrias pueden competir con el visón americano (Mustela vison) por los recursos. En Alaska, las dos especies que viven en ambientes marinos indican la separación de nicho a través de la repartición de recursos, probablemente relacionado con las habilidades de natación de estos mustélidos.

### Peces
Las nutrias de río consumen una amplia variedad de especies de peces que varían en tamaño de 2 a 50 centímetros (0.79 a 19.69 pulgadas) que imparten suficiente ingesta calórica para una pequeña cantidad de gasto de energía. Las nutrias de río generalmente se alimentan de presas que se encuentra en mayor oferta y son más fáciles de atrapar. Como resultado, los pescados de lento nadar se consumen con mayor frecuencia que los peces de juego cuando ambos están igualmente disponibles. Las especies de lento movimiento incluyen ventosas (Catostomidae), pez luna y róbalo (Centrarchidae); y leucisco, carpa y sardina bocona (Cyprinidae). Por ejemplo, los Catostomidae son el componente principal de la dieta de las nutrias de río en la Cuenca Alta del Río Colorado de Colorado. Asimismo, la carpa común (Cyprinus carpio) es la especie preferida de peces de la nutria en otras regiones de Colorado. Las especies de peces que se encuentran con frecuencia en las dietas de las nutrias de río de América del Norte son: Catostomidae, que consta de los Catostomus spp y Moxostoma spp. Cyprinidae, compuesto de la carpa (Cyprinus spp.), Cachos (Semotilus spp.), Daces (Rhinichthys spp.), leucisco (Notropis y Richardsonius spp.), y carpas gigantes (Ptychocheilus spp.); y bagres de agua dulce, que consta de siluros y el peces gato (Ictalurus spp). Otros peces que son una parte integral de las dietas de las nutrias de río son los que suelen ser abundantes y se encuentran en las grandes bancos: (Lepomis spp) pez luna; pez ciprínido de agua dulce (Etheostoma spp.); y percas (Perca spp.). Las especies que viven en el fondo, tienen la tendencia a permanecer inmóviles hasta que un depredador está muy cerca, son susceptibles a las nutrias de río. Estos incluyen pececillos de barro (Umbra Limi) y sculpin (Cottus spp.). Los peces de juego, como la trucha (salmónidos) y el lucio (Esocidae), no son un componente importante de sus dietas. Ellas son menos propensos a ser presa de los lobos de río de América del Norte, ya que son de rápido nadar y pueden encontrar una buena cobertura de escape. Sin embargo, nutrias de río se aprovechan de la trucha, el lucio, la lucioperca (Sander vitreus vitreus) , el salmón (Oncorhynchus spp.), y otros peces de juego durante el desove.
Las nutrias de río adultas son capaces de consumir entre 1 y 1.5 kilogramos (2.2 a 3.3 libras) de pescado por día. Un estudio realizado sobre las nutrias cautivas reveló que preferían los peces más grandes, que van desde 15 a 17 centímetros (5.9 a 6.7 pulgadas), más que los peces más pequeños, que van de 8 a 10 centímetros (3.1 a 3.9 pulgadas), y que tenía dificultades para la captura de especies de peces de menos de 10 centímetros (3.9 pulgadas) o mayor de 17 centímetros (6.7 pulgadas). Las nutrias son conocidas por tomar los peces más grandes en la tierra para comer, mientras que los peces más pequeños los consumen en el agua.

### Crustáceos
Las nutrias prefieren alimentarse de crustáceos, especialmente cangrejos de río (Cambarus, Pacifasticus, y otros) más que los peces donde se encuentran a nivel local y estacionalmente abundantes. En Georgia, los cangrejos representaron dos tercios de la presa en la dieta de verano, y sus restos estaban presentes en el 98% de los excrementos durante el verano. En el invierno, los cangrejos de río forman una tercera parte de la dieta de la nutria. Un estudio realizado sobre las nutrias de río de América del Norte en un pantano del suroeste de Arkansas identifica una correlación entre el consumo de cangrejos de río, el consumo de pescado, y los niveles de agua.
Durante el invierno y la primavera, cuando los niveles de agua eran más altos, las nutrias tenían una mayor tendencia a acosar a los cangrejos (73% de los excrementos tenía restos de cangrejos) en lugar de pescado. Sin embargo, cuando los niveles de agua son más bajos, los cangrejos buscarán refugio mientras que los peces se vuelven más concentrados y susceptibles a la depredación. Por lo tanto, los peces son más vulnerables a ser presa de la nutria, porque los cangrejos de río se han vuelto más difíciles de obtener.

### Reptiles y anfibios
Los anfibios, donde regionalmente son accesibles, se han encontrado en la dieta de la nutria de río durante los meses de primavera y verano, como se indica en muchos de los estudios de hábitos de comida. Los anfibios más comunes reconocidos eran ranas (Rana e Hyla). Especies específicas de presas de reptiles y anfibios incluyen: ranas coro boreales (Pseudacris maculata); sapos canadienses (hemiophrys Bufo); ranas de madera (Rana sylvatica); la rana toro (Rana catesbeiana); ranas verdes (clamitans); salamandras noroccidental (Ambystoma gracile); Salamandra gigante del Pacífico (Dicamptodon ensatus); tritón de piel áspera (Taricha granulosa); y serpientes de la liga (Thamnophis).
Los anfibios y reptiles son más fáciles de conseguir para la nutria de río durante la primavera y el verano como consecuencia de la actividad de crías, las temperaturas adecuadas, y el suministro de agua para la presa.

### Aves
Aves acuáticas, rascones acuáticos, y algunas aves coloniales que anidan son presas de nutrias en diferentes áreas. La susceptibilidad de estas especies es mayor durante el verano (cuando las crías de aves acuáticas son vulnerables) y durante el otoño. Las nutrias también han sido conocidas por atrapar y consumir patos de muda americana (Mareca americana) y la cerceta de alas verdes (Anas crecca). Otras especies de aves que se encuentran dentro de sus dietas son: ánade rabudo (Anas acuta); ánade real (Anas platyrhynchos); pato de lomo cruzado (Aythya valisineria); el pato zambullidor grande (Oxyura jamaicensis); y la focha americana (Fulica americana).
A pesar de que consumen aves, las nutrias de río no se alimentan de huevos de ave.

### Insectos
Los invertebrados acuáticos han sido reconocidos como una parte integral de la dieta de la nutria de río. Las nutrias consumen más insectos acuáticos en el verano, ya que las poblaciones aumentan y etapas específicas de la vida aumentan su susceptibilidad. La mayoría de los invertebrados acuáticos que son presas de las nutrias son de la familia Odonata (ninfas de libélula), Plecopteras (ninfas stonefly) y coleópteros (escarabajos adultos). Los invertebrados descubiertos en heces o tractos digestivos podrían muy probablemente ser un secundario alimento, primero siendo consumidos por los peces que posteriormente son presa de las nutrias.

### Mamíferos
Otros mamíferos son raramente consumidos por las nutrias de río y no es un gran componente de su dieta. Los mamíferos presa de las nutrias son característicamente pequeños o son especies que se encuentran en las zonas ribereñas. Las pocas apariciones de mamíferos que se encuentran en la dieta de la nutria de río son: la rata almizclera (Ondatra zibethicus); Microtus pennsylvanicus; conejos orientales (Sylvilagus floridanus); y liebres (Lepus americanus).
Los registros de las nutrias cazando castores (Castor canadensis) varían; se ha registrado en el bosque boreal sur de Manitoba. Los cazadores en Alberta, Canadá comúnmente afirman que las nutrias son los principales depredadores de los castores. Un estudio de la nutria de río 1994 informó resultados de restos castor en 27 de 1191 heces analizadas. Sin embargo, muchos otros estudios no informaron resultados de restos castor en el excremento de la muestra.

## Amenazas
La nutria tiene pocos depredadores naturales, cuando está en el agua. Los depredadores acuáticos incluyen el caimán (Alligator mississippiensis), el cocodrilo americano (Crocodylus acutus), las orcas (Orcinus orca), y los tiburones, ninguno de los cuales conviven habitualmente con esta nutria y por lo tanto rara vez representan una amenaza. En tierra o hielo, la nutria de río es mucho más vulnerable. Depredadores terrestres incluyen el coyote (Canis latrans), gato montés (Lynx rufus), el lince (Lynx canadensis), perro doméstico (Canis lupus familiaris), el lobo (Canis lupus), puma (Felis concolor), el oso negro (Ursus americanus) y (en nutrias jóvenes o pequeños) zorro rojo (Vulpes vulpes). La mayor mortalidad nutria de río es causada por factores humanos relacionados, tales como la captura, tiro ilegal, accidentes automovilísticos y capturas accidentales en redes de pesca o las líneas establecidas. Las muertes accidentales pueden ser el resultado de los flujos de hielo o rocas movedizas. La inanición puede ocurrir debido a daño excesivo en los dientes.
Las amenazas a las poblaciones de nutria en Norteamérica varían regionalmente. La falta de hábitat de la nutria se ve afectada por el tipo, la distribución y la densidad de los hábitats y las características de las actividades humanas acuáticas. Antes de la colonización de América del Norte por los europeos, las nutrias eran frecuentes entre los hábitats acuáticos en la mayor parte del continente. Las trampas, pérdida o degradación de los hábitats acuáticos a través de relleno de los humedales, y el desarrollo de carbón, petróleo, gas, bronceado, madera y otras industrias, resultan en extirpaciones o disminuciones, en las poblaciones de nutria en muchas áreas. En 1980, un examen llevado a cabo en los Estados Unidos las poblaciones de nutria de río determinó que fueron extirpados en 11 estados, y había experimentado lapsos drásticos en otros 9. Los descensos de población más graves se produjeron en las regiones del interior, donde un menor número de hábitats acuáticos mantuvieron poblaciones de nutria. Aunque la distribución quedó reducida en algunas regiones del sur de Canadá, la única extirpación de toda la provincia se produjo en la Isla del Príncipe Eduardo.
Durante la década de 1970, las mejoras en las técnicas de gestión de recursos naturales emergieron, junto con el aumento de las preocupaciones sobre la disminución de la población de nutrias en América del Norte. En consecuencia, muchas agencias de manejo de vida silvestre desarrollaron estrategias para restaurar o mejorar las poblaciones de nutria, incluyendo el uso de proyectos de reintroducción. Desde 1976, más de 4.000 nutrias han sido reintroducidas en 21 estados de Estados Unidos. Todas las provincias canadienses, excepto Isla del Príncipe Eduardo y 29 estados de Estados Unidos tienen poblaciones viables que sustentan cosechas anuales. Los Números de nutrias de río del norte en la cosecha anual son similares para Canadá y Estados Unidos, con la mayoría de las pieles que se utilizan en la industria del vestido. A finales de 1970, la cosecha anual en América del Norte alcanzó aproximadamente 50.000 pieles, por un valor de US $ 3 millones. Las nutrias son inadvertidamente recolectadas por trampas para castores, y por lo tanto los planes de manejo deben considerar ambas especies simultáneamente. Mientras estrategias de captura actuales no representan una amenaza para el mantenimiento de las poblaciones de nutria, la recolección puede limitar la expansión de las poblaciones de nutria en algunas áreas. La recolección de nutrias se correlaciona positivamente con las cosechas de castor y con el precio promedio de piel de castor con respecto al año anterior. La piel de la nutria de río es gruesa y brillante y es la más duradera de las pieles americanas nativas. Las pieles de la nutria de río se utilizan como estándar para la calificación de la calidad de otras pieles.
Los derrames de petróleo representan una amenaza para las poblaciones de nutria, especialmente en las zonas costeras. La contaminación del agua y otra disminución de los hábitats acuáticos y de humedales pueden limitar la distribución y plantear amenazas a largo plazo si la aplicación de las normas de calidad del agua no es aceptada. El drenaje ácido de las minas de carbón es un problema persistente de la calidad del agua en algunas zonas, ya que elimina las presas de la nutria. Este dilema impide, por consiguiente la recolonización o el crecimiento de las poblaciones de nutria. Recientemente, se ha discutido consecuencias genéticas a largo plazo de proyectos de reintroducción en las poblaciones de nutria. Del mismo modo, muchas de las amenazas percibidas para nutrias, tales como la contaminación y las alteraciones del hábitat, no se han evaluado rigurosamente. Pocos esfuerzos se centraron en la evaluación de la amenaza de las enfermedades a las poblaciones de nutria de río salvaje, por lo que es poco conocido y documentado. Las nutrias de río pueden ser víctimas de moquillo, la rabia, enfermedades de las vías respiratorias, e infecciones urinaria. Además, las nutrias de río de América del Norte pueden contraer ictericia, la hepatitis, la panleucopenia felina, y la neumonía. Ellos organizan numerosas endoparásitos, como nematodos, cestodos, trematodos, el esporozoario Isopora y acantocéfalos. Los ectoparásitos incluyen garrapatas, piojos chupadores (Latagophthirus rauschi), y las pulgas (arctomys Oropsylla)

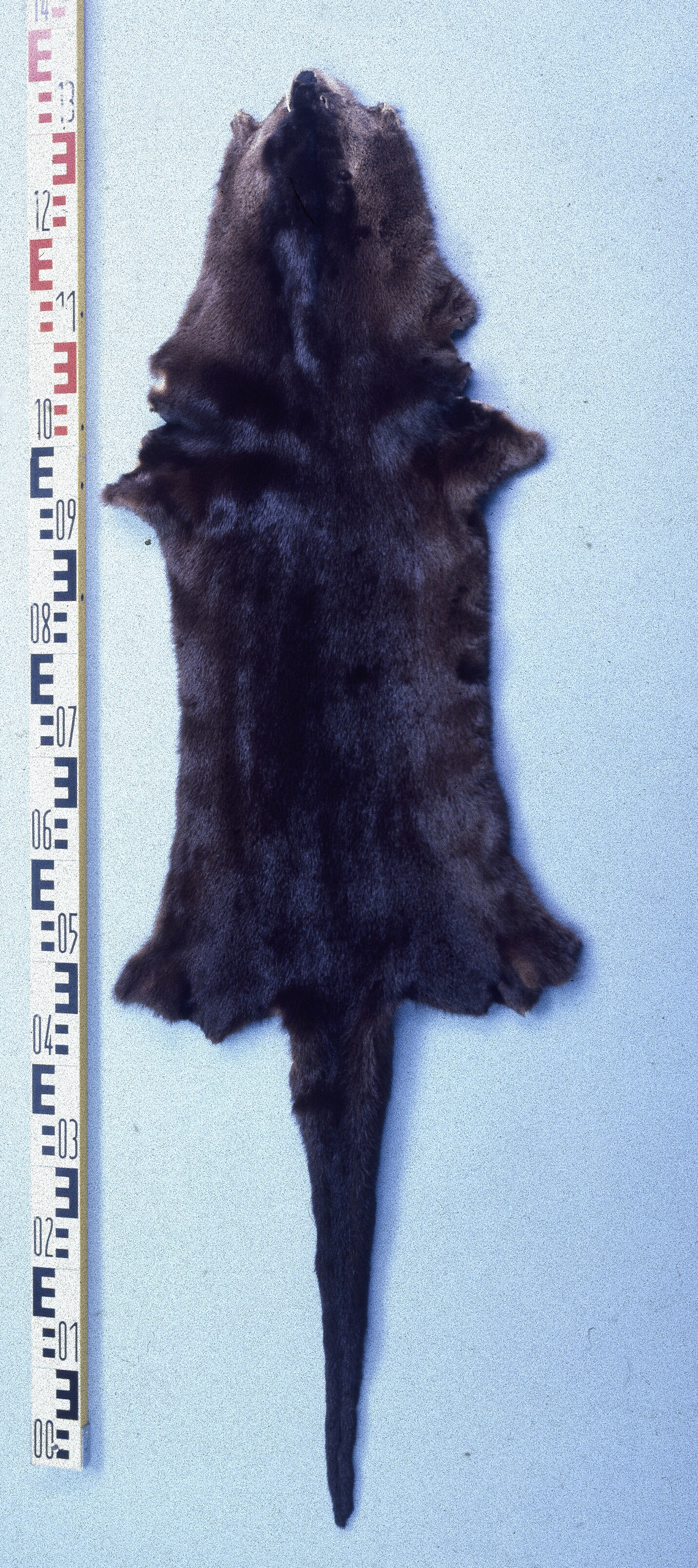
Las nutrias de río son cazadas y capturadas por su valiosa piel.

### Estatús de conservación
Lontra canadensis está incluida en el Apéndice II de la Convención sobre el Comercio Internacional de Especies Amenazadas de Fauna y Flora Silvestres. Han sido prácticamente eliminada a través de muchas partes de su área de distribución, áreas especialmente alrededor densamente pobladas en el medio oeste y el este de los Estados Unidos. El apéndice II enumera las especies que no están necesariamente amenazadas de extinción en la actualidad, pero pueden llegar a ser tan menos que el comercio está estrechamente controlada.
La nutria de río de América del Norte se considera una especie de Preocupación Menor según la Lista Roja de la UICN, ya que actualmente no está disminuyendo a un ritmo suficiente para una categoría de amenaza. A comienzos de 1900, las poblaciones de nutria de río habían disminuido a lo largo de gran parte de su área de distribución histórica en América del Norte. Sin embargo, las mejoras en la calidad del agua (a través de la promulgación de los reglamentos de agua potable) y técnicas de gestión cuya piel se aprovecha han permitido que las nutrias de río recuperen partes de su área de distribución en muchas áreas. Los proyectos de reintroducción han sido particularmente valiosa en la restauración de las poblaciones en muchas áreas de Estados Unidos. Sin embargo, las nutrias de río permanecen rara o ausentemente en el suroeste de Estados Unidos. La calidad y el desarrollo del Agua inhiben la recuperación de las poblaciones en algunas zonas. La especie está ampliamente distribuida en toda su gama. En muchos lugares, las poblaciones se han restablecido a sí mismas debido a las iniciativas de conservación. La reintroducción de nutrias de río puede presentar un problema ya que puede contaminar la estructura genética de la población nativa.
La degradación del hábitat y la contaminación son las principales amenazas para su conservación; las nutrias de río son muy sensibles a la contaminación y fácilmente acumulan altos niveles de mercurio, compuestos organoclorados y otros elementos químicos. La especie a menudo es utilizada como un bioindicador debido a su posición en la parte superior de la cadena alimentaria de los ecosistemas acuáticos. Los desastres ambientales, tales como derrames de petróleo, pueden aumentar los niveles de haptoglobina en la sangre y la interleucina-6 proteína inmunorreactiva, pero disminuir la masa corporal. Los rangos de grupos de nutrias de río aumentan de tamaño en las áreas engrasadas en comparación con las zonas sin aceitar y las nutrias individuales también modifican el uso del hábitat. La disminución de la riqueza y diversidad de especies de presas pueden explicar estos cambios.

## Datos adicionales
- Hans Kruuk (2006). Otters: ecology, behaviour and conservation. Oxford: Oxford University Press. ISBN 0-19-856586-0. Monografía sobre las nutrias en general, con muchas referencias a la nutria de río.